# Lisa Van den Vonder
Lisa Van den Vonder (Herentals, 7 september 1998) is een Belgisch volleybalster.

## Levensloop
Van den Vonder begon op haar vijf jaar te volleyballen bij VBC Zandhoven. Vervolgens liep ze school aan de topsportschool te Vilvoorde en werd ze actief bij Asterix Kieldrecht in het seizoen 2013-'14. Met deze club behaalde ze drie landstitels en won ze driemaal de Beker van België. Vervolgens was ze actief bij Antwerp Ladies VT en VBC Zandhoven. Sinds 2021 speelt ze bij Volley Noorderkempen, waarmee ze in het seizoen 2022-2023 zonder puntenverlies kampioen speelde in Nationale 1, dus vanaf seizoen 2023-2024 terug zal aantreden in Liga, de hoogste reeks in België.  
Daarnaast is sinds 2016 actief in het beachvolleybal, waar ze aanvankelijk de partner was van Stephanie Van Bree. Samen met Van Bree behaalde ze in 2016 en 2017 brons op het Belgisch kampioenschap. In 2019 en 2021 werd ze samen met Sarah Cools Belgisch kampioene. Daarnaast behaalden ze in 2021 te Leuven brons tijdens hun eerste FIVB-tornooi. In 2022 behaalde ze samen met Cools een zilveren medaille op het Belgisch kampioenschap. Datzelfde seizoen (2022) nam ze samen met Cools deel aan zes Geberit Belgium Beachvolley toernooien, waarvan ze er vijf wonnen. In Haacht werden ze derde. 